# Sandra Harzer-Kux
Sandra Harzer-Kux (* 1972 in Neckarsulm) ist eine deutsche Medienmanagerin.

## Leben
Sandra Harzer-Kux studierte Rechtswissenschaften mit Schwerpunkt Medien- und Rundfunkrecht an der Universität Hamburg. Nach dem Abschluss war sie in einer Medienrechtskanzlei juristisch tätig. Ab 1996 wechselte sie in die Medien als Producerin für Film- und Fernsehproduktionen. Insbesondere arbeitete sie für arte- und ZDF-Produktionen und verantwortete digitale Innovationsprojekte. Harzer-Kux hatte zwischen 2003 und 2006 als ausführende Produzentin an Filmen von Rolf S. Wolkenstein, Ayşe Polat und Fatih Akin mitgewirkt.
Danach folgte eine 17 Jahre währende Zeit in verschiedenen Funktionen beim Medienunternehmen Gruner + Jahr. Im Jahr 2007 wurde sie Leiterin des Audio- und Bewegtbildbereichs bei Gruner + Jahr. Ab 2009 arbeitete sie bei der Tochtergesellschaft G+J Corporate Editors und trat 2016 in die Geschäftsführung der G+J Corporate Editors-Nachfolgerin Territory ein. Ab dem Jahr 2020 übernahm sie als Sprecherin der Geschäftsführung die Gesamtverantwortung für die Agentur. Von 2022 bis 2024 war sie Mitglied der Geschäftsleitung von Bertelsmann Marketing Services. Ende 2024 verließ sie das Unternehmen.
Im Frühjahr 2025 wurde sie vom Verwaltungsrat zur Intendantin des Norddeutschen Rundfunks (NDR) vorgeschlagen, sie verfehlte jedoch die notwendige Zweidrittelmehrheit im NDR-Rundfunkrat.
Ab Oktober 2025 wird Harzer-Kux die Nachfolge von Renate Herre beim Carlsen Verlag übernehmen. 

## Privates
Harzer-Kux lebt in Hamburg. Sie ist verheiratet Mutter von zwei Töchtern.